# Незаймана Джейн
«Незаймана Джейн» (англ. Jane the Virgin) — американський драмедійний телесеріал, заснований на однойменній венесуельській теленовелі (ісп. Juana la Virgen). Прем'єра американського телесеріалу, розробленого Дженні Снайдер Урман, відбулася 13 жовтня 2014 — 31 липня 2019 року (5 сезонів, 100 епізодів) на каналі The CW.
У центрі сюжету — молода релігійна латиноамериканка, яка під час візиту до гінеколога піддається випадковому штучному заплідненню. За цю роль акторка Джина Родрігес була нагороджена премією «Золотий глобус» (2014).
Серіал здобув схвальні відгуки багатьох критиків, у 2014 році проєкт нагороджений премією Американського інституту кіномистецтва як один із десяти найкращих серіалів року.

## Актори та персонажі
- Джина Родрігес — Джейн Глоріана Віллануева, 23-річна жінка, що завагітніла через лікарську помилку.
- Андреа Наведіть — Ксо (Ксіомара) Глоріана Віллануева, мати Джейн.
- Яель Гробглас — Петра (Наталія) Солано, чеська злочинниця і дружина Рафаеля.
- Джастін Бальдоні — Рафаель Солано, власник готелю і батько майбутньої дитини.
- Івонн Колл — Альба Віллануева, благочестива бабуся Джейн.
- Бретт Дір — Майкл Кордеро мол., детектив і наречений Джейн на початку серіалу.
- Хайме Каміл — Рохеліо де ла Вега, суперзірка теленовел і батько Джейн, про якого вона не знала.
- Майя Казан — Хлої Ліланд.
- Рейчел Діпілло — Енді. колись була подругою Джейн, пізніше вона зустрічалася з Майклом.

## Виробництво
Серіал був розроблений Дженні Снайдер Урман і вироблявся CBS Television Studios. Головну роль отримала актриса мильної опери «Зухвалі і красиві» Джина Родрігес, а на інші також були затверджені зірки подібних серіалів. 8 травня 2014 року The CW замовив зйомки першого сезону серіалу для трансляції в телесезоні 2014-15 років. Пізніше було оголошено, що шоу буде транслюватися по понеділках, починаючи з 13 жовтня 2014 року.
21 жовтня 2014 року, після трансляції всього двох епізодів, серіал був продовжений на повний сезон. 11 січня 2015 року канал продовжив серіал на другий сезон, який стартував 19 жовтня 2015 року. 11 березня 2016 року серіал був продовжений на третій сезон. 8 січня 2017 року серіал був продовжений на четвертий сезон.
2 квітня 2018 року серіал був продовжений на п'ятий сезон, після якого телесеріал закрили.

## Список епізодів
| Сезони | Епізоди | Прем'єрний показ | Прем'єрний показ |
| Сезони | Епізоди | початок          | закінчення       |
| ------ | ------- | ---------------- | ---------------- |
| 1      | 22      | 13 жовтня 2014   | 11 травня 2015   |
| 2      | 22      | 12 жовтня 2015   | 16 травня 2016   |
| 3      | 20      | 17 жовтня 2016   | 22 травня 2017   |
| 4      | 17      | 13 жовтня 2017   | 20 квітня 2018   |
| 5      | 19      | 27 березня 2019  | 31 липня 2019    |